# Parè
Parè is een plaats in de gemeente Colverde in de Italiaanse provincie Como (regio Lombardije) en telt 1695 inwoners (31-12-2004). Tot februari 2014 was Parè een zelfstandige gemeente met een oppervlakte van 2,2 km².

## Demografie
Parè telt ongeveer 649 huishoudens. Het aantal inwoners steeg in de periode 1991-2001 met 15,5% volgens cijfers uit de tienjaarlijkse volkstellingen van ISTAT.
| Jaar | Inwoneraantal |
| ---- | ------------- |
| 1991 | 1328          |
| 2001 | 1534          |